# Yelena Mikulich
Yelena Vladimirovna Mikulich (in bielorusso Елена Владимировна Микулич?; Minsk, 21 febbraio 1977) è un ex canottiere bielorussa, vincitrice della medaglia di bronzo nell'otto a Atlanta 1996.
Nel 1999 si è laureata campionessa mondiale nel quattro senza ai Mondiali di St. Catharines.

## Palmarès
- Giochi olimpici

Atlanta 1996: bronzo nell'otto.
- Campionati mondiali

St. Catharines 1999.: oro nel quattro senza.